# Лозки (Градижская поселковая община)
Лозки (укр. Лізки) — село, Градижская поселковая община, Кременчугский район, Полтавская область, Украина.
Код КОАТУУ — 5320655403. Население по переписи 2001 года составляло 28 человек.

## Географическое положение
Село Лозки находится в 4,5 от левого берега Кременчугского водохранилища (Днепр),
на расстоянии в 2 км от пгт Градижск и села Средиполье.